# Чивиталупарелла
Чивиталупарелла (итал. Civitaluparella) — коммуна в Италии, располагается в регионе Абруццо, в провинции Кьети.
Население составляет 402 человека (2008 г.), плотность населения составляет 18 чел./км². Занимает площадь 22 км². Почтовый индекс — 66040. Телефонный код — 0872.
Покровителем коммуны почитается святой апостол Пётр и святой Антоний, празднование 16 августа.

## Демография
Динамика населения:

## Администрация коммуны
- Официальный сайт: https://web.archive.org/web/20090827021502/http://www.valdisangro.it/civitaluparella/